# Robert Millette
Pour les articles homonymes, voir Millette.
Robert Millette dit Bob Millette, né le 28 mars 1961 à Saint-Jean-sur-Richelieu ville du Québec au Canada, est un joueur professionnel canadien de hockey sur glace qui évoluait en position d'attaquant. Depuis il est devenu entraîneur.

## Biographie

### Joueur
Bob Millette commence sa carrière de joueur en Ligue de hockey junior majeur du Québec (LHJMQ) lors de la saison 1977-1978 au club de hockey de Saint-Jean Aigles.
Il commence la saison 1978-79 avec l'équipe des Olympiques de Hull puis en cours de saison, il rejoint les Saguenéens de Chicoutimi où il joue jusqu'en 1981. 
Il retourne avec l'équipe des Olympiques de Hull en 1981 et lors de la même saison, il joue en professionnel dans l'équipe des Fort Wayne Komets Hockey Club  en IHL. Lors de la saison 1982-1883, alors qu'il fait désormais partie des Fort Wayne Komets Hockey Club, il se casse le nez et ne dispute pas le reste de la saison. De 1981 à 1985, il participe à des camps d'entrainement de la NHL au sein des Capitals de Washington, des Blackhawks de Chicago et des Nordiques de Québec. 
Lors de la saison 1985-1986, il ne joue pas et devient assistant entraineur des Castors de Saint-Jean en LHJMQ. C'est lors de cette saison, qu'il entraine pour la première fois.
Il est joueur/entraineur pour le Club des patineurs lyonnais, en Division 1 de 1986 à 1988 avec lequel il termine deux fois meilleur pointeur du championnat. Il rejoint l'Association des sports de glace de Tours de 1988 à 1991, avec lequel il finit 2e meilleur pointeur de la Ligue Magnus en 1990. il fait une saison au Stade poitevin hockey club.
Il retourne au Canada et de 1993 à 1995, il devient manager général et entraineur des Cowansville Patriots et en 1995, il est l'entraineur des All Stars Game. Il retourne en France au Hockey Clermont Communauté Auvergne pour la saison 1995-96 mais en cours de saison il part au Pays de Galles dans l'équipe des Cardiff Devils.
Il arrête sa carrière de joueur en 1998 après une saison en Ligue nord-américaine de hockey, au sein des Blizzard de Saint-Gabriel.

### Entraineur
Il part pour la Suisse où il entraine le Hockey Club Ajoie de 1996 à 1997 puis est chargé du développement du hockey au Hockey Club Ambrì-Piotta et en janvier 1999, il remplace l'entraineur du Hockey Club Sierre et fait remonter l'équipe de la dernière place à la 7e place et participe au play off et de 1999 à 2000 il est l'entraineur du Hockey Club Martigny.
De 2001 à 2010, Robert Millette est de retour en France, où il dirige l'équipe des Diables Noirs de Tours jusqu'à la liquidation du club. Il est élu meilleur entraîneur de la saison 2004-2005, l'année où Tours a termine à la deuxième place du championnat élite derrière les Scorpions de Mulhouse de Christer Eriksson et de Steven Reinprecht.
De 2011 à 2013, Robert Millette signe un contrat avec le EC Red Bull Salzbourg en Autriche. Entraîneur-chef des U16 et assistant de Pierre Pagé de l'équipe professionnelle. Il remporte le tournoi U20 Red Bull Rookies Cup contre les équipes nationales de Suisse, Slovaquie et République tchèque.
Il est l'entraineur des Remparts de Tours de 2015 à 2018 mais est licencié pour cause de diplôme.

## Palmarès
- avec les Diables noirs de Tours
  - Champion de France de Division 1 en 2007
  - Champion de France de Division 2 en 2006
- avec le EC Red Bull Salzbourg
  - Vainqueur du Tournoi U20 Red- Bull Rookies Cup en 2012
  - Vainqueur du Tournoi Européen Red Bull Academy RBHRC U16

## Distinctions personnelles et records
- Meilleur entraineur de la Ligue Magnus en 2005
- Meilleur pointeur du championnat de division 1 en 1987 et 1988 avec le Club des patineurs lyonnais
- 2e meilleur pointeur de la Ligue Magnus en 1990 avec les Diables noirs de Tours

## Statistiques
| Saison      | Équipe                              | Ligue        |    | Saison régulière | Saison régulière | Saison régulière | Saison régulière | Saison régulière |   | Séries éliminatoires | Séries éliminatoires | Séries éliminatoires | Séries éliminatoires | Séries éliminatoires |
| Saison      | Équipe                              | Ligue        | PJ | B                | A                | Pts              | Pun              | PJ               | B | A                    | Pts                  | Pun                  |                      |                      |
| 1978-1979   | Olympiques de Hull                  | LHJMQ        | 15 | 1                | 3                | 4                | 0                |                  |   |                      |                      |                      |                      |                      |
| 1978-1979   | Saguenéens de Chicoutimi            | LHJMQ        | 51 | 18               | 29               | 47               | 119              |                  |   |                      |                      |                      |                      |                      |
| 1979-1980   | Saguenéens de Chicoutimi            | LHJMQ        | 62 | 43               | 57               | 100              | 132              |                  |   |                      |                      |                      |                      |                      |
| 1980-1981   | Saguenéens de Chicoutimi            | LHJMQ        | 70 | 48               | 60               | 108              | 114              |                  |   |                      |                      |                      |                      |                      |
| 1981-1982   | Komets de Fort Wayne                | LIH          | 9  | 3                | 3                | 6                | 9                |                  |   |                      |                      |                      |                      |                      |
| 1981-1982   | Olympiques de Hull                  | LHJMQ        | 45 | 28               | 27               | 55               | 123              | 9                | 4 | 4                    | 8                    | 7                    |                      |                      |
| 1982-1983   | Komets de Fort Wayne                | LIH          | 19 | 3                | 7                | 10               | 24               |                  |   |                      |                      |                      |                      |                      |
| 1984-1985   | Oilers de la Nouvelle-Écosse        | LAH          | 2  | 0                | 0                | 0                | 0                |                  |   |                      |                      |                      |                      |                      |
| 1986-1987   | Club des patineurs lyonnais         | Division 1   |    |                  |                  |                  |                  |                  |   |                      |                      |                      |                      |                      |
| 198719-1988 | Club des Patineurs Lyonnais         | Division 1   |    |                  |                  |                  |                  |                  |   |                      |                      |                      |                      |                      |
| 1988-1989   | Mammouths de Tours                  | Ligue Magnus | 30 | 29               | 18               | 47               | 10               |                  |   |                      |                      |                      |                      |                      |
| 1989-1990   | Mammouths de Tours                  | Ligue Magnus | 36 | 44               | 48               | 92               | 22               |                  |   |                      |                      |                      |                      |                      |
| 1990-1991   | Mammouths de Tours                  | Ligue Magnus | 28 | 20               | 15               | 35               | 40               | 3                | 0 | 0                    | 0                    | 2                    |                      |                      |
| 1991-1992   | Stade Poitevin Hockey Club          | Division 2   |    |                  |                  |                  |                  |                  |   |                      |                      |                      |                      |                      |
| 1995-1996   | Hockey Clermont Communauté Auvergne | Division 1   |    |                  |                  |                  |                  |                  |   |                      |                      |                      |                      |                      |
| 1995-1996   | Cardiff Devils                      | BNL          | 9  | 3                | 4                | 7                | 18               |                  |   |                      |                      |                      |                      |                      |
| 1997-1998   | Blizzard de Saint-Gabriel           | QSPHL        | 7  | 3                | 10               | 13               | 11               |                  |   |                      |                      |                      |                      |                      |